# Княжнин, Борис Яковлевич
Бори́с Я́ковлевич Княжни́н, Княжнин 2-й (1777—1854) — военный деятель Российской империи, генерал от инфантерии и сенатор, участник наполеоновских войн; сын драматурга Якова Княжнина и младший брат генерала Александра Княжнина, приближённый графа Алексея Аракчеева.

## Биография
Сын знаменитого драматурга екатерининской эпохи Якова Борисовича Княжнина (1742—1791) от его брака с «первой русской писательницей», Екатериной Александровной Сумароковой (1746—1797). Внук по матери поэта А. П. Сумарокова. Младший брат А. Я. Княжнина.

Воспитываясь дома, он девяти лет от роду был зачислен в Измайловский полк фурьером; на действительную же службу явился в 1793 году. В 1796 году был выпущен из гвардии в армию капитаном и зачислен в Санкт-Петербургский гренадерский полк, а через два года переведен в Ярославль, во вновь формировавшийся тогда мушкетерский генерал-майора Лейтнера полк, где и оставался до 1804 года, когда вышел в отставку. В исходе 1806 года, при начале второй войны с Наполеоном, он был вновь принят на службу майором. участвовал в кампании 1807 года и был 20 мая 1808 года награждён орденом Святого Георгия 4-го кл.
в воздаяние отличного мужества и храбрости, оказанных в сражениях 29 мая при Гейльсберге и 2 июня при Фридланде против французских войск, в коих, поступая неустрашимо, поощрял подчиненных к поражению неприятеля.
В 1809 году был произведен в подполковники и назначен командиром мушкетерского графа Аракчеева полка, в полковники произведён 7 ноября 1811 года.
После вторжения армии Наполеона в пределы Российской империи, со своим полком, который входил в состав 1-й бригады 1-й гренадерской дивизии 3-го пехотного корпуса 1-й Западной армии, принимал участие в ряде битв Отечественной войны 1812 года.
После изгнания неприятеля из России, принял участие в заграничном походе русской армии; был ранен.
15 сентября 1813 года удостоен чина генерал-майора.

По окончании войны занимался устройством военных поселений в Новгородской губернии. Инженерный офицер Алексей Мартос, сын знаменитого скульптора, вспоминал о расправах Княжнина с поселенцами:
В своей жизни от побоев он отправил в Елисейские поля множество терпеливых, молчаливых, глупых солдат: с младшими в своём месте дерзок, варвар и грубиян; с старшими представляет доброго; иногда в маске филантропа, в сражении, сберегая себя, для будущности, любит стоять вне пушечного выстрела, в тихих зеленеющихся кустарниках, или в густом бору...
22 августа 1826 года произведён в чин генерал-лейтенанта. В 1826 году был назначен с.-петербургским обер-полицмейстером, а через два года сенатором.
С 1829 по 1832 год состоял военным губернатором в Киеве, а затем первоприсутствующим в 1 отделении 5-го департамента Сената; 6-го июня 1832 года назначен членом учрежденного 1-го мая того же года генерал-аудиториата военного министерства.
В 1835 году Княжнин командирован, вместе с сенатором В. И. Болгарским, в Новочеркасск для приведения там в действие Высочайше утверждённого 26 мая 1835 года Положения об управлений Донским войском.
В 1837 году Княжнину повелено, до окончательного устройства управления государственными имуществами, присутствовать в учрежденном для того временном совете, а с упразднением последнего — в совете вновь учрежденного министерства государственных имуществ.
С 1838 г. он находился в командировке для обревизования Новгородской губернии до 1840 г., когда был уволен от присутствования в совете министерства государственных имуществ; через три года произведен в генерал от инфантерии, а в 1846 г. оставлен сенатором неприсутствующим.
10 октября 1843 произведён в генералы от инфантерии. Умер в Петербурге в 1854 году от холеры; был похоронен на Смоленском православном кладбище.

## Награды
российские:
- Орден Святого Георгия 4 ст. (1808)[5]
- Золотая шпага «За храбрость» (1814)
- Орден Святой Анны 1 ст. (1814)
- Алмазные знаки к Ордену Святой Анны 1 ст. (1827)
- Орден Святого Александра Невского (1830)
- Алмазные знаки к Ордену Святого Александра Невского (1831)
- Орден Святого Владимира 1 ст. (1836)
- Знак отличия за XLV лет беспорочной службы (1850)

иностранные:
- Прусский орден Pour le Mérite (1814)
- Прусский Орден Красного Орла 2 ст. (1814)

## Литературная деятельность
Будучи любимцем Аракчеева, Княжнин написал книгу: «Биографии штаб и обер-офицеров гренадерского графа Аракчеева полка, положивших жизнь свою, защищая государя и отечество в сражениях 1812, 1813 и 1814 годов», 1816 год. Книга эта, состоящая из 108 страниц, содержала в себе 13 биографий и краткую историю полка Аракчеева, с 1808 по 1815 года. Княжнин писал также стихи, из которых была напечатана только ода его Александру I в 1815 году. Находился в приятельских отношениях с Батюшковым, Гнедичем и некоторыми другими писателями. Был знаком с В. И. Панаевым, который в своих «Воспоминаниях» дал Княжнину следующий отзыв:
Княжнин был очень умный, образованный человек, отличавшийся вежливостью прежних времен. Говорили, что он слишком строг по службе и даже зол, но из обращения его ничего подобного заключить было нельзя.